# Drusus-Feldzüge
Die Drusus-Feldzüge waren römische Militäroperationen in den Jahren 12 bis 8 v. Chr. gegen rechtsrheinische germanische Stämme. Sie sind benannt nach Nero Claudius Drusus (* 38 v. Chr.), einem Stiefsohn des Augustus, der die römischen Truppen bis zu seinem Tod im Herbst 9 v. Chr. kommandierte. Die Feldzüge begannen im Spätsommer 12 v. Chr. mit Militäroperationen im Lippegebiet und an der Nordseeküste und endeten im Jahr 8 v. Chr. mit der Unterwerfung zahlreicher germanischer Stämme zwischen Rhein und Elbe durch Drusus’ Bruder Tiberius Claudius Nero. Als militärischer Höhepunkt der Feldzüge gilt das Erreichen der Elbe im Jahr 9 v. Chr. Die Drusus-Feldzüge bildeten den Auftakt der Augusteischen Germanenkriege (12 v. Chr. bis 16 n. Chr.).
Den Feldzügen vorausgegangen waren germanische Einfälle in Gallien, das die Römer als Provinz beanspruchten. Ein wesentliches Kriegsziel des Drusus war deshalb die Vorfeldsicherung der Rheingrenze, die von Gaius Julius Caesar als Trennlinie zwischen Gallien und Germanien festgelegt worden war. Inwieweit bereits den Drusus-Feldzügen ein Plan zur Eroberung Germaniens bis zur Elbe zugrunde lag, ist in der Forschung umstritten.
Das Ergebnis der Drusus-Feldzüge war eine fast 10 Jahre währende politische und militärische Kontrolle weiter Teile der rechtsrheinischen Stammeswelt. Die römische Vorherrschaft wurde erst wieder mit dem Ausbruch des immensum bellum („gewaltiger Krieg“) im Jahr 1 n. Chr. ernsthaft in Frage gestellt.

## Vorgeschichte

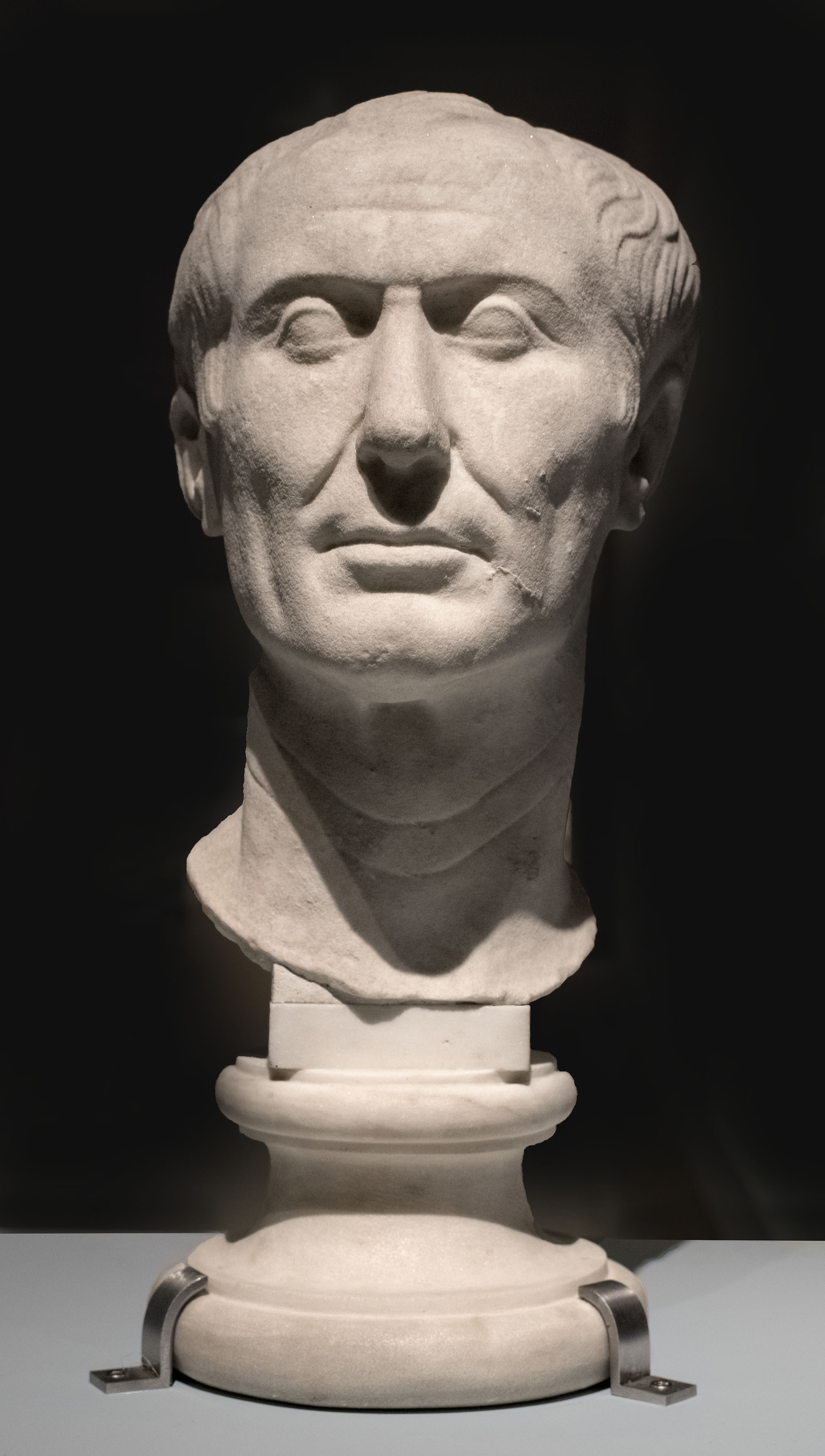
Gaius Julius Caesar, Büste aus Tusculum, heute in Turin

### Kriegsziele

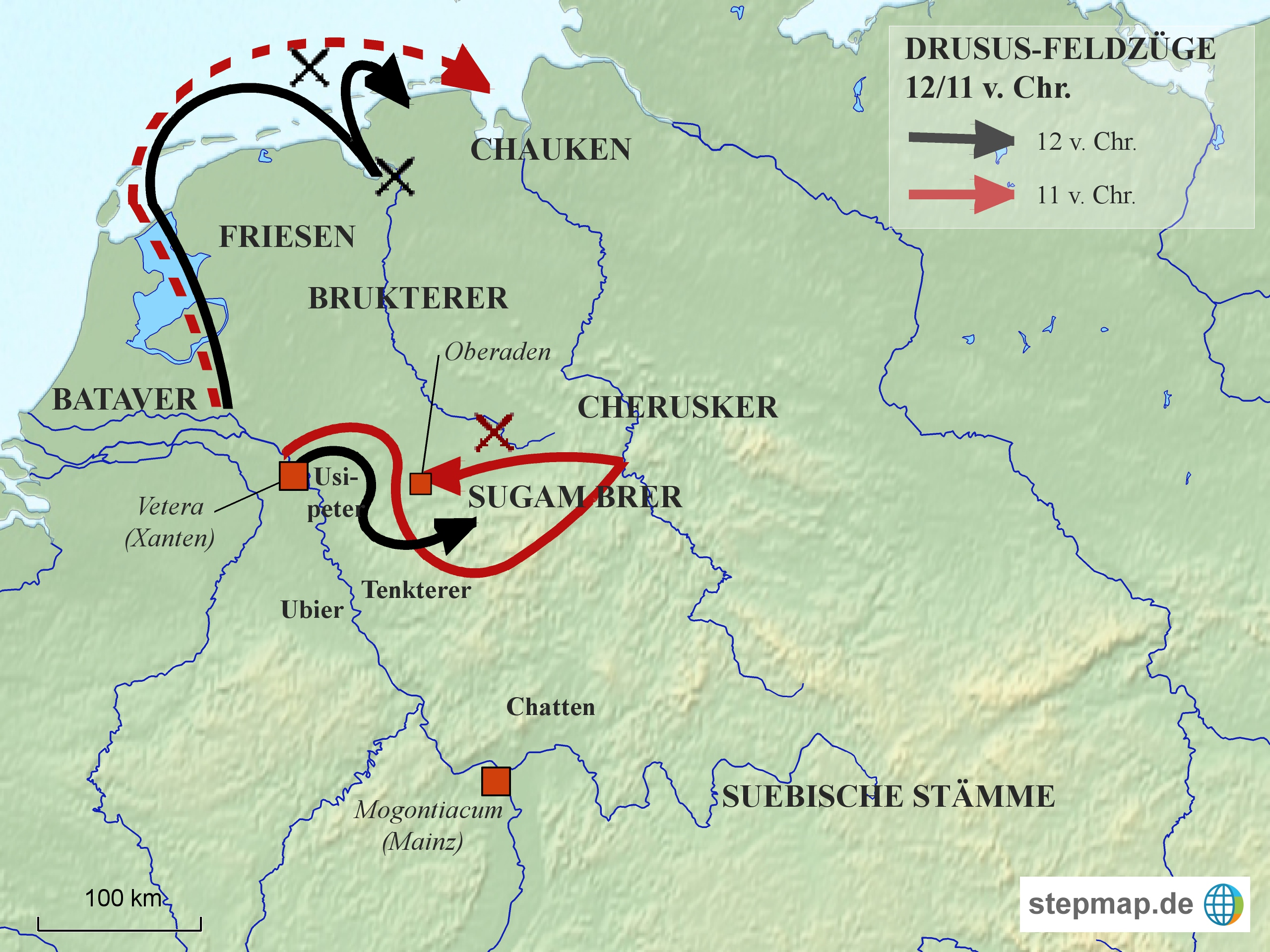
Die Drususfeldzüge in den Jahren 12 und 11 v. Chr.

### Lager am „Elison“ und im Chattenland

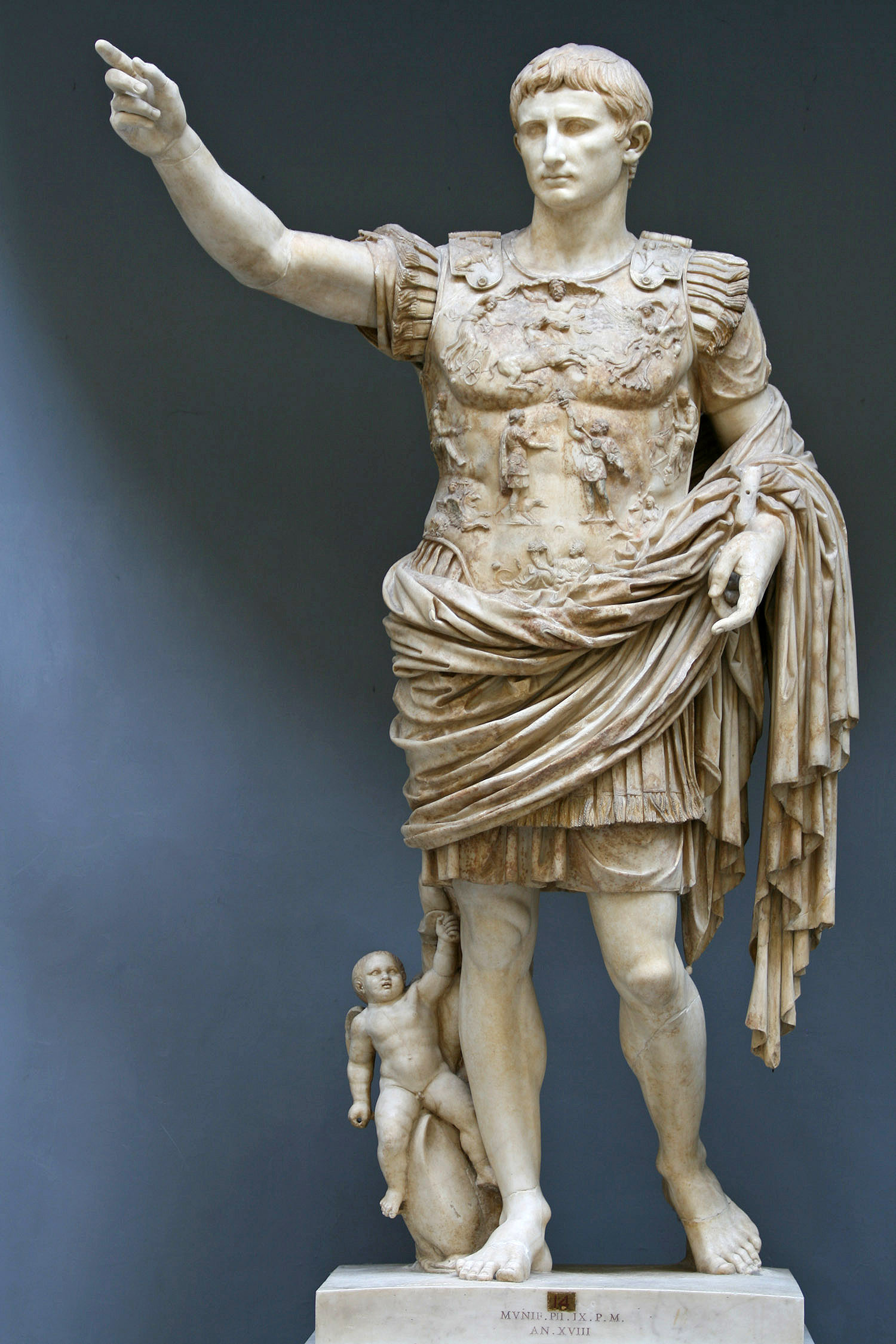
Kaiser Augustus

### Vorläufiges Kriegsende

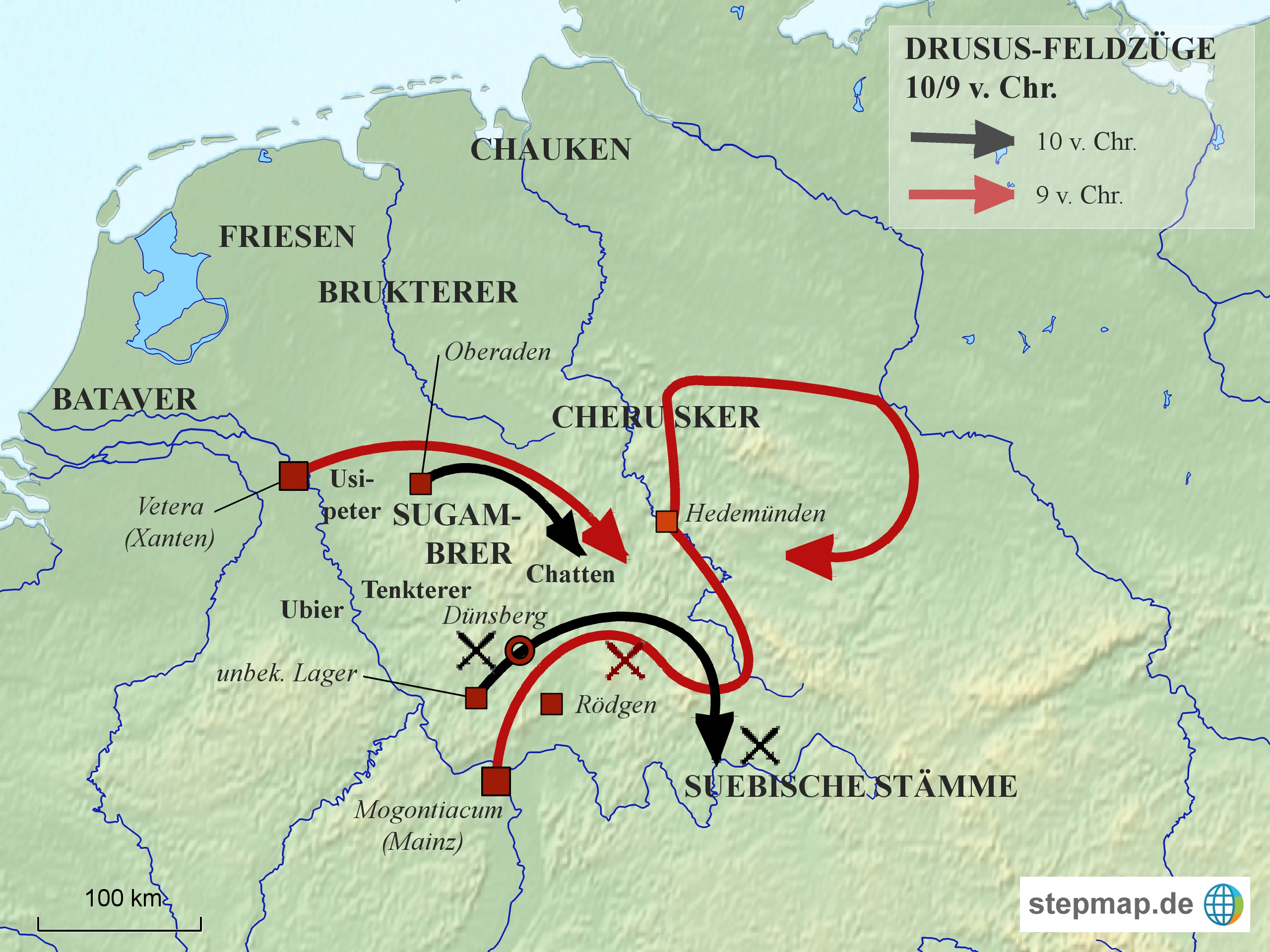
Die Drususfeldzüge in den Jahren 10 und 9 v. Chr.

### Tod des Drusus

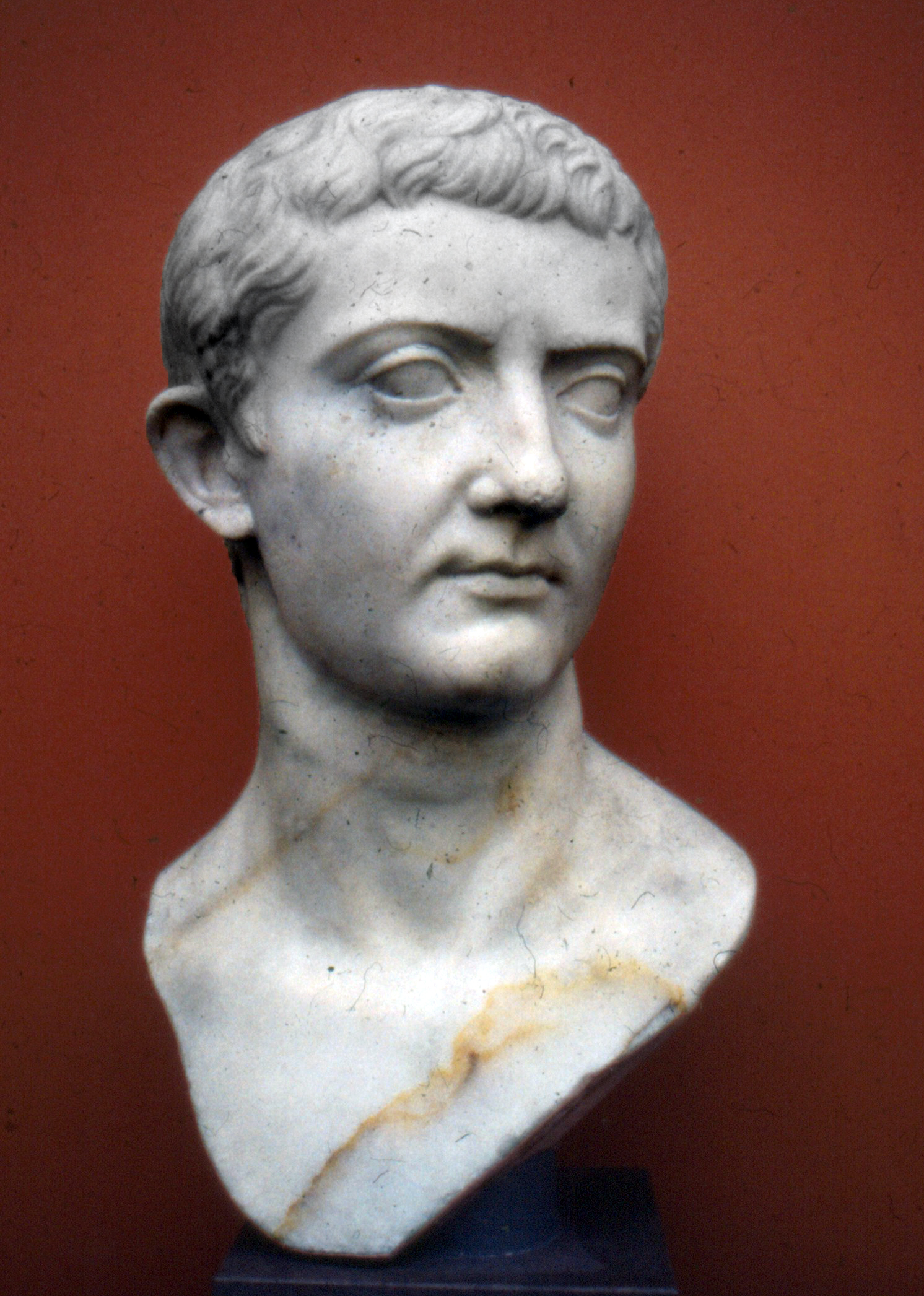
Tiberius Claudius Nero

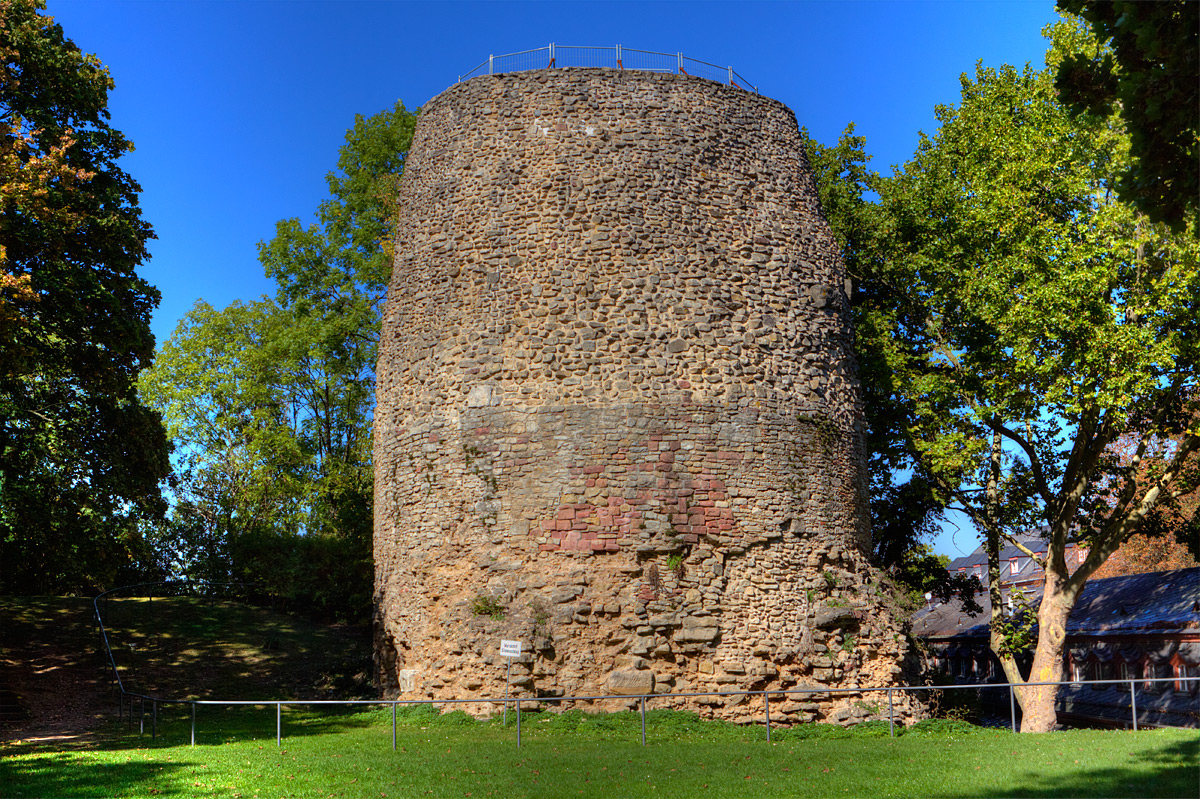
Eichelstein in Mainz, vermutlich das Kenotaph des Drusus.